# Alloperla thalia
Alloperla thalia är en bäcksländeart som beskrevs av William Edwin Ricker 1952. Alloperla thalia ingår i släktet Alloperla och familjen blekbäcksländor. Inga underarter finns listade i Catalogue of Life.